# Hoghiz
Hoghiz (Hongaars: Olthévíz, Duits: Warmbach) is een Roemeense gemeente in het district Brașov.
Hoghiz telt 5172 inwoners. In het hoofddorp wonen ongeveer 2200 inwoners waarvan circa de helft tot de etnische Hongaren behoort.